# Еви Ван Акер
Еви Ван Акер (на нидерландски: Evi Van Acker) е белгийска състезателка по ветроходство.

## Биография
Тя е родена на 23 септември 1985 година в Гент.
Започва да се занимава с ветроходство през 1992 година, първоначално в клас „Оптимист“, където през 1998 година печели първата си европейска титла. От 2000 година се състезава в клас „Лазер Радиал“ и през 2006, 2007 и 2011 година отново е европейски шампион. През 2011 година остава втора на световното първенство в Пърт. На Олимпиадата в Пекин през 2008 година остава на осмо място, а на Олимпиадата в Лондон през 2012 година е трета.